# Викторас Пранцкиетис
Викторас Пранцкиетис (рођен 26. јула 1958) је литвански агроном и политичар. Тренутно је председник Сејмаса Литваније.

## Детињство, младост и образовање
Викторас је рођен у селу Рутелај код Титувенаиа у округу Келме. Средњу школу је завршио 1973. године у Титувенаиу и наставио је студије на Пољопривредној техничкој школи. Потом је радио као агроном на локалној фарми. Од 1977. до 1982. је био на студијама на Литванској пољопривредној академији (данас Универзитет Александрас Стулгинскис). Ту је стекао диплому из научне агрономије. Докторирао је биомедицину 1998. године. Радио је као асистент и истраживач на Литванској пољопривредној академији. Био је и декан Агрономског факултета на овој академији. Написао је бројне књиге и научне радове. Специјализовао се за баштованство и био је стручни консултант у многим литванским емисијама.

## Политичка каријера
Пранцкиетис је члан Литванске уније пољопривредника и зелених. Од 2014. је заменик председника странке. Кандидовао се неуспешно за Сејмас 2012, а 2015. је постао члан Општинског већа Каунаса. У октобру 2016. је постао посланик Сејмаса, као представник изборне једнинице Раудондварис. С обзиром да је његова странка стекла парламентарну већину, он је изабран за председника Сејмаса у новембру 2016. године.
Почетком 2019. године је одликован Великим витешким крстом Ордена за заслуге Италијанске Републике.